# Eric Zumbrunnen
Eric James Zumbrunnen (* 4. November 1964; † 1. August 2017 in Pacific Palisades) war ein US-amerikanischer Filmeditor und Musiker.

## Leben
Obwohl Eric James Zumbrunnen bereits während seiner Highschool-Zeit in einem Kino arbeitete und während des Colleges bei Studentenfilmen immer mal wieder mithalf, war es nach eigener Aussage nie sein Ziel, im Filmgeschäft Fuß zu fassen. Es war eher der College-Kurs „videotape-editing for non-fictional television“ und die währenddessen entstandenen Kontakte zu einer Filmschnittfirma, die ihm dazu verhalfen, nach seinem Abschluss als Schnittassistent einen Job zu finden. Über mehrere Monate blieb er in der Firma und assistierte beim Schnitt von Shows, Werbespots und Musikvideos. Darunter war auch die MTV-Show Cutting Edge, über die er Kontakte zu Jane’s Addiction aufbaute und die ihn anschließend davon überzeugten, exklusiv für sie ihre Musikvideos und Shows zu schneiden.
Seinen Kontakten ins Musikgeschäft kam dabei zugute, dass Zumbrunnen selbst von 1985 bis 1987 in der Rockband Holmes, welche als „83st hottest band in L.A.“ bekannt war, als Gitarrist und Sänger aktiv war. So knüpfte und arbeitete er auch für weitere Musikgrößen wie Iron Maiden, Ice Cube und Björk. Allerdings lernte er auch den Musikvideoregisseur Spike Jonze kennen, mit dem er 1999 erstmals an dessen Spielfilmdebüt Being John Malkovich den Filmschnitt übernahm. Für diese Arbeit erhielt er nicht nur den amerikanischen Schnittpreis Eddie, sondern auch eine Nominierung für den Besten Filmschnitt bei den British Academy Film Awards 2000.
Anschließend schnitt Zumbrunnen auch weitere Kurz- und Spielfilme für Jonze wie Adaption., Wo die wilden Kerle wohnen, I’m Here und Her.
Er starb am 1. August 2017 an einer Krebserkrankung.
Eric Zumbrunnen war Mitglied der American Cinema Editors. 2017 wurde er in die Academy of Motion Picture Arts and Sciences (AMPAS) aufgenommen, die jährlich die Oscars vergibt.

## Filmografie (Auswahl)
- 1999: Being John Malkovich
- 2002: Adaption. (Adaptation.)
- 2009: Wo die wilden Kerle wohnen (Where the Wild Things Are)
- 2010: I’m Here (Kurzfilm)
- 2012: John Carter – Zwischen zwei Welten (John Carter)
- 2013: Her
- 2017: Mindhunter (Netflix-Serie)

## Auszeichnungen
Online Film Critics Society Awards
- 2002: Nominierung für den Besten Schnitt von Adaption.

British Academy Film Award
- 2000: Nominierung für den Besten Schnitt von Being John Malkovich

Eddie Awards
- 2000: Auszeichnung für den Besten Schnitt von Being John Malkovich
- 2003: Nominierung für den Besten Schnitt von Adaption.